# Терешківська сільська рада (Шполянський район)
Тере́шківська сільська́ ра́да — адміністративно-територіальна одиниця та орган місцевого самоврядування у Шполянському районі Черкаської області. Адміністративний центр — село Терешки.

## Загальні відомості
- Населення ради: 967 осіб (станом на 2001 рік)

## Населені пункти
Сільській раді підпорядковані населені пункти:
- с. Терешки
- с-ще Ховківка

## Склад ради
Рада складається з 16 депутатів та голови.
- Голова ради:
- Секретар ради: Драчова Валентина Борисівна

### Керівний склад попередніх скликань
| Прізвище, ім'я, по батькові | Основні відомості                                                         | Дата обрання | Дата звільнення |
| --------------------------- | ------------------------------------------------------------------------- | ------------ | --------------- |
| Білецький Валерій Петрович  | Сільський голова, 1963 року народження, освіта вища, член Народної партії | 26.03.2006   | 31.10.2010      |
| Білецький Валерій Петрович  | Сільський голова, 1963 року народження, освіта вища, член Партії регіонів | 31.10.2010   | 01.04.2014      |

Примітка: таблиця складена за даними сайту Верховної Ради України

### Депутати
За результатами місцевих виборів 2010 року депутатами ради стали:

#### За суб'єктами висування
| Суб'єкт висування | Кількість обраних депутатів | %    |
| ----------------- | --------------------------- | ---- |
| Партія регіонів   | 10                          | 62,5 |
| Самовисування     | 6                           | 37,5 |

#### За округами
| № округу        | Прізвище, ім'я, по батькові   | Дата визнання обраним | Освіта             | Партійна приналежність | Відомості про обраного депутата     |
| --------------- | ----------------------------- | --------------------- | ------------------ | ---------------------- | ----------------------------------- |
| Партія регіонів |                               |                       |                    |                        |                                     |
| 1               | Березін Віктор Захарович      | 04.11.2010            | середня            | член Партії регіонів   | пенсіонер                           |
| 3               | Тулуман Людмила Петрівна      | 04.11.2010            | середня спеціальна | член Партії регіонів   | ЗАТ ім. Шевченка, економіст         |
| 7               | Драчова Валентина Борисівна   | 04.11.2010            | середня            | член Партії регіонів   | Терешківська с/рада, секретар       |
| 8               | Дердуга Юрій Георгійович      | 04.11.2010            | вища               | член Партії регіонів   | Шполянська ЦРЛ, лікарстоматолог     |
| 10              | Ткаченко Оксана Юріївна       | 04.11.2010            | середня            | член Партії регіонів   | ЗАТ ім. Шевченка, продавець         |
| 12              | Страшна Валентина Анатоліївна | 04.11.2010            | середня            | член Партії регіонів   | ЗАТ ім. Шевченка, секретар          |
| 13              | Білецька Галина Андріївна     | 04.11.2010            | середня спеціальна | член Партії регіонів   | Терешківська с/рада, землевпорядник |
| 14              | Ховко Галина Миколаївна       | 04.11.2010            | середня            | член Партії регіонів   | пенсіонер                           |
| 15              | Таран Раїса Олександрівна     | 04.11.2010            | вища               | член Партії регіонів   | ЗАТ ім. Шевченка, гол. бухгалтер    |
| 16              | Нестерюк Микола Григорович    | 04.11.2010            | середня            | член Партії регіонів   | пенсіонер                           |
| Самовисування   |                               |                       |                    |                        |                                     |
| 2               | Цевенко Петро Анатолійович    | 04.11.2010            | середня спеціальна | позапартійний          | тимчасово не працює                 |
| 4               | Сахно Світлана Анатоліївна    | 04.11.2010            | середня спеціальна | позапартійна           | Відділення зв'язку, листоноша       |
| 5               | Шевченко Олександр Васильович | 04.11.2010            | середня            | позапартійний          | пенсіонер                           |
| 6               | Ільченко Микола Миколайович   | 04.11.2010            | середня            | позапартійний          | тимчасово не працює                 |
| 9               | Таран Людмила Миколаївна      | 04.11.2010            | середня спеціальна | позапартійна           | тимчасово не працює                 |
| 11              | Огій Таїса Михайлівна         | 04.11.2010            | середня спеціальна | позапартійна           | тимчасово не працює                 |